# Свёкла (род)
Свёкла (лат. Béta) — род одно-, дву- и многолетних травянистых растений семейства Амарантовые (по устаревшей классификации включался в семейство Маревые, которое в настоящее время в качестве самостоятельного не выделяется). Встречается на всех континентах, кроме Антарктиды.
Самыми известными представителями являются культурные формы ботанического вида свёкла обыкновенная — овощная (столовая) свёкла, сахарная свёкла, кормовая свёкла и листовая (шпинатная) свёкла. В обиходе все они носят общее тривиальное название — свёкла.

## Ботаническое описание[6][7]
Многолетние, двулетние, реже однолетние травянистые растения.
Листья очередные, голые или покрытые короткими простыми волосками. Черешки довольно длинные. Листовые пластинки яйцевидные или продолговато-яйцевидные, плоские, более или менее цельные.
Цветки 3-6 мм в диаметре, обоеполые. Собраны по 1-3 в пазухах верхних листьев-прицветников, соцветие колосовидное. Прицветнички очень мелкие или отсутствуют. Листочки околоцветника в нижней части сросшиеся, травянистые или лепестковидные. Тычинок 5. Завязь с 2-5 рыльцами. Формула цветка: {\displaystyle \ast P_{5}\;A_{5}\;G_{({\underline {2...3}})}}.
Плоды сухие с очень твердой оболочкой или немного мясистые. Часто срастаются с плодами соседних цветков и формируют единую многосемянную структуру.

## Распространение и экология[6]
Природные виды встречаются в Европе, Юго-Западной Азии и Северной Африке. Культурные формы распространены повсеместно.

## Классификация

### Таксономия[9]
Beta L., 1753, Sp. Pl. 2: 222
Род Свекла относится к семейству Амарантовые (Amaranthaceae) порядка Гвоздичноцветные (Caryophyllales). Кладограмма в соответствии с Системой APG IV:
|  |                                      |  |                                   |                                   |                       |  | ещё 40 семейств |               |               |                                                    |
|  |                                      |  |                                   |                                   |                       |  |                 |               |               | 9 подтвержденных и 5 ожидающих подтверждения видов |
|  |                                      |  |                                   | порядок Гвоздичноцветные          |                       |  |                 |               | род Свекла    |                                                    |
|  |                                      |  |                                   | порядок Гвоздичноцветные          |                       |  |                 |               | род Свекла    |                                                    |
|  | отдел Цветковые, или Покрытосеменные |  |                                   |                                   | семейство Амарантовые |  |                 |               |               |                                                    |
|  | отдел Цветковые, или Покрытосеменные |  |                                   |                                   |                       |  |                 |               |               |                                                    |
|  |                                      |  | ещё 63 порядка цветковых растений | ещё 63 порядка цветковых растений |                       |  |                 | ещё 196 родов | ещё 196 родов |                                                    |
|  |                                      |  |                                   | ещё 63 порядка цветковых растений |                       |  |                 |               | ещё 196 родов |                                                    |

## Виды
- Подтвержденные виды
  - Beta corolliflora  Zosimovic ex Buttler  — Свёкла венчикоцветная
  - Beta lomatogona  Fisch. & C.A.Mey. 
  - Beta macrocarpa  Guss. 
  - Beta macrorhiza  Steven 
  - Beta nana  Boiss. & Heldr.  — Свёкла карликовая
  - Beta palonga  R.K.Basu & K.K.Mukh. 
  - Beta patula  Aiton 
  - Beta trigyna  Waldst. & Kit. 
  - Beta vulgaris  L.  — Свекла обыкновенная

- Виды, ожидающие подтверждения таксономического положения
  - Beta campanulata  Coss. 
  - Beta intermedia  Bunge ex Boiss. 
  - Beta perennis  Freyn 
  - Beta rubra  Delile 
  - Beta trigynia  Larrañaga